# Lyngå Kirke
Lyngå Kirke ligger i landsbyen Lyngå ca. 16 km S for Randers (Region Midtjylland).

## Eksterne kilder og henvisninger
- Lyngå Kirke på KortTilKirken.dk
- Lyngå Kirke på danmarkskirker.natmus.dk (Danmarks Kirker, Nationalmuseet)

- Wikimedia Commons har flere filer relateret til Lyngå Kirke